# Jadwiga Dąbrowska (filolog)
Jadwiga Hortensja Dąbrowska (ur. 14 czerwca 1931 w Poznaniu, zm. 13 marca 2015 w Ivry-sur-Seine) – polska filolożka romańska, poetka, tłumaczka, dziennikarka i działaczka polonijna na terenie Francji. Obywatelka Polski i Francji.

## Życiorys

### Dzieciństwo (1931-1945)
Urodziła się 14 czerwca 1931 w kamienicy przy ul. Mickiewicza 31 na poznańskich Jeżycach w rodzinie działaczy narodowych, prof. Stefana Tytusa Dąbrowskiego (1877-1947, rektora Uniwersytetu Poznańskiego) i filolog Zofii z domu Żółtowskiej (1887-1975). Od 1934 mieszkali w Puszczykowie Starym. Na początku września 1939 wyjechali do Niechanowa, a potem (20 grudnia 1939) do Generalnego Gubernatorstwa. Następnie mieszkali kolejno w: Nawojowej, Szczawnicy, Ropie, Dobrej, Bielicach i Wilkowicach. Do Poznania powrócili 18 marca 1945.

### Życie w Polsce Ludowej (1945-1981)
W 1947 podjęła naukę w gimnazjum zakonnym w Polskiej Wsi koło Pobiedzisk. Od 1950 studiowała germanistykę na Uniwersytecie Poznańskim, ale po roku nauki przeniosła się na Uniwersytet Jagielloński, by tam studiować romanistykę. Od 1 września 1965 pracowała jako asystent w Zakładzie Językoznawstwa Stosowanego UAM, a od 1969 w Instytucie Filologii Romańskiej tej samej uczelni. 19 marca 1970 obroniła doktorat zatytułowany Structures de l'interrogation directe en français et en espagnol de nos jours (Ossolineum). Napisała go pod kierunkiem prof. Stanisława Gniadka. Od 1973 do 1977 nauczała językoznawstwa na Uniwersytecie Śląskim (Instytut Filologii Obcych). Od 1981 wykładała w Wyższej Szkole Pedagogicznej w Krakowie.

### Działalność we Francji (1981-2015)
Jesienią 1981 pojechała do Paryża celem obrony dyplomu DEA na Sorbonie (1983). W tym czasie zaczęła działać dla Polonii we Francji, m.in. nauczała dzieci języka francuskiego. Piastowała funkcję sekretarza stowarzyszeń: Editions Casimir-Le-Grand (1992-2003) i Les Amis de de C. K. Norwid (od 2008). W 1996 była współzałożycielką miesięcznika kulturalno-społecznego Teczka (współpracowała z Bogdanem Doboszem). Była też członkinią Polskiego Stowarzyszenia Pisarzy, Dziennikarzy i Tłumaczy w Europie oraz Związku Pisarzy Polskich na Obczyźnie (Londyn). W Paryżu (1986-1991) wydała cztery tomiki poetyckie w językach polskim i francuskim: Zaułek pełen ptaków (1986), Pogranicze/Confins (1987), Wiersze nieobecne/Poèmes de l'Absence (1988) i Liczenie gwiazd/Le Compte-Etoiles (1991). W 2009 wydała jeszcze jeden tomik w Łodzi - Zbiory. Pochowana została na cmentarzu w Puszczykowie 26 marca 2015.